# Margaret Brundage
Pour les articles homonymes, voir Brundage.
Margaret Brundage, née Margaret Hedda Johnson, le 9 décembre 1900 à Chicago et morte le 9 avril 1976, est une illustratrice et peintre américaine principalement connue pour avoir illustré le magazine Weird Tales. Travaillant au pastel sur carton d'illustration, elle créée la plupart des couvertures de Weird Tales entre 1933 et 1938, présentant comme sujet de nombreuses pin-ups et demoiselles en détresse.

## Biographie
Margaret Hedda Johnson est née à Chicago, dans l'Illinois, d'ascendances suédoise et irlandaise. Son père, Jonathan Emanuel Johnson, meurt lorsqu'elle a huit ans ; elle est élevée par sa mère Margaret Jane (Loutit) Johnson et sa grand-mère Margaret (Houston) Loutit, dont elle porte le nom, dans un foyer de Science chrétienne. Ses deux parents sont venus à Chicago des îles Orcades, au large de la côte écossaise. La mère de Brundage est restée veuve et fervente adepte de la Science Chrétienne jusqu'à la fin de sa vie, et a complété leurs revenus en instruisant des disciples débutants de la Science Chrétienne.
Margaret Johnson est diplômée de la Girard Grammar School et  fréquente le McKinley High School à Chicago, où Walt Disney est un de ses camarades de classe. ( « J'ai fini, il n'a pas fini », a-t-elle fait remarquer plus tard). Elle obtient son diplôme de McKinley en 1919 et est rédactrice en chef du journal du lycée. Immédiatement après le lycée, elle travaille comme illustratrice pour des journaux de Chicago. Elle dessine des modèles de mode en couleur et en noir et blanc, à partir d'idées et de descriptions fournies par une agence. Elle poursuit ses études à l'Art Institute of Chicago et à la Chicago Academy of Fine Arts dans les années 1920. Elle déclarera plus tard que son échec à l'obtention du diplôme est dû à son incompétence en matière de lettrage, bien qu'elle continue à travailler en free-lance pour l'agence pendant qu'elle termine ses études. Pendant cette période de la Prohibition, Margaret travaille également au Dill Pickle Club, un bar clandestin bohème affilié aux Wobblies, où elle fait la connaissance d'un décorateur et peintre en bâtiment surnommé « Slim » en raison de son petit gabarit. Il s'agit de Myron Reed Brundage, grand écrivain, libre penseur et prétendument coureur de jupons.
En 1927, elle épouse Myron « Slim » Brundage (en) à Chicago. Brundage est un ancien clochard et le fondateur du College of Complexes (en). Ils ont un fils, Kerlyn Byrd Brundage (né le 27 août 1927 ; mort en 1972), appelé « Byrd ». Le mariage se termine par un divorce en 1939. 

### Carrière
En 1932, Brundage cherche du travail et se retrouve dans les bureaux de Farnsworth Wright (en), alors rédacteur en chef du magazine de weird fiction Weird Tales,. Brundage commence à travailler pour Wright en réalisant quelques couvertures pour sa publication parallèle Oriental Stories (en), plus tard renommée The Magic Carpet Magazine (« Le tapis magique »). Wright est tellement impressionné par ces dessins qu'il engage Brundage pour dessiner sur Weird Tales. De 1933 à 1938, Brundage réalise d'abord des couvertures pour Weird Tales, puis aussi pour l'intérieur du célèbre magazine. Elle est l'artiste de couverture qui apparaît le plus souvent dans Weird Tales au cours de sa collaboration avec le magazine. Sa première couverture apparaît dans le numéro de septembre 1932. Elle réalise les couvertures de 39 numéros consécutifs entre juin 1933 et août 1936. Sa dernière couverture originale est publiée dans le numéro de janvier 1945, soit un total de 66 couvertures originales. (Le total de 67, souvent cité dans les sources, inclut une reprise de cette dernière couverture de 1945 dans le numéro de novembre 1953). Elle est payée 90 dollars par couverture, ce qui lui permet de subvenir à ses besoins, à ceux de son fils et à ceux de sa mère invalide (morte en 1940). De 1936 à 1938, Brundage alterne souvent avec d'autres artistes pour les couvertures ; Virgil Finlay est son principal concurrent. 
L'art de Brundage met souvent en scène des demoiselles en détresse dans divers états de nudité totale ou partielle ; ses scènes de flagellation sont particulièrement remarquables et controversées. Ses images sensuelles illustrent généralement des scènes tirées des articles choisis par le rédacteur en chef Farnsworth Wright pour faire la couverture. Son travail est si populaire parmi les lecteurs que certains écrivains de W.T., comme Seabury Quinn, ont astucieusement inclus dans leurs histoires des scènes qui auraient fait de bonnes couvertures de Brundage, car les articles de couverture rapportaient plus d'argent à leurs auteurs. 
Les couvertures de romans en fascicules sont connues pour leur contenu explicite, et celles de Brundage ne font pas exception. À l'époque, il aurait été jugé inacceptable qu'une femme crée ce genre de matériel ; elle signait donc ses œuvres « M. Brundage », afin de ne pas dévoiler son identité à ses lecteurs. Les plaintes concernant la nature érotique de ses œuvres se sont multipliées après octobre 1934, lorsque le rédacteur en chef Wright révéle que le « M. » signifie « Margaret » et que l'artiste est une femme. Après 1938, lorsque la rédaction du magazine déménage de Chicago à New York, une nouvelle norme de « décence » est imposée (principalement grâce aux efforts du maire de New York de l'époque, Fiorello La Guardia) aux magazines de fascicules vendus dans les kiosques à journaux, et les jeunes femmes nues ou semi-nues qui avaient été les principaux sujets des couvertures de Brundage ne sont plus retenues. Les problèmes pratiques liés à l'expédition des pastels fragiles de Brundage de Chicago à New York ont également réduit son attrait pour le régime éditorial qui a suivi le départ de Wright en 1940. 
En 1939, Brundage peint deux couvertures pour Golden Fleece (en), un magazine de Chicago spécialisé dans la fiction historique. 
Elle continue à dessiner après la fin de ses relations avec le magazine et participe à un certain nombre de conventions de science-fiction et de foires d'art, où certaines de ses œuvres originales d'époque sont volées. Cependant, elle ne s'est jamais complètement remise financièrement de la perte de son travail régulier chez W.T. Ses dernières années se sont déroulées dans une relative pauvreté. Elle continue à travailler jusqu'à sa mort, le 9 avril 1976. 

## Accueil et critiques
Pendant sa période de couverture de Weird Tales, des lettres de Robert E. Howard, Henry Kuttner et Abraham Merritt faisant l'éloge du travail de Brundage sont publiées dans le magazine. 
Lyon Sprague de Camp est souvent cité comme ayant affirmé qu'elle avait utilisé ses filles comme modèles, mais Brundage n'avait pas de filles. De Camp lui-même a démenti cette affirmation à un moment donné, en écrivant : « À propos des filles pulpeuses de Margaret Brundage sur les couvertures de Weird Tales, une rumeur a couru à une époque selon laquelle Mme Brundage avait utilisé ses deux filles comme mannequins. Plus tard, elle a déclaré qu'elle n'avait pas de filles et que, n'ayant pas les moyens de s'offrir des mannequins professionnels, elle avait découpé des photos dans des publicités de magazines pour des mannequins. D'où les coiffures omniprésentes du début des années 1930. Cette affirmation a déjà été réfutée par Robert Weinberg, une autorité en matière de magazines pulp, qui a écrit dans la page des lettres du magazine Savage Tales, n° 5 (juillet 1974), « bien que je déteste discréditer une bonne histoire, l'artiste de la couverture de W.T., Margaret Brundage, n'a pas eu de fille qui a posé pour elle. Comme Mme Brundage vit à Chicago et que je l'ai interviewée, cela vient directement de la bouche de l'artiste ». 
L. Sprague de Camp décrit le sujet typique de ses images comme « des héroïnes nues torturées, violées et éventrées ». Forrest J. Ackerman a également écrit sur « Margaret Brundage, avec ses pin-ups émoustillantes sur les couvertures de Weird Tales : des dames nues sacrifiées, des héroïnes à moitié vêtues menacées par toutes sortes d'êtres monstrueux... ».  
Clark Ashton Smith critique vivement ses illustrations. En décembre 1933, il écrit à H. P. Lovecraft : « Le dessin actuel de W.T., bien qu'assez plaisant en couleur, évoque curieusement une carte de Noël ! [...] Mme Brundage [...] a à peu près autant de sentiment authentique pour l'étrange qu'une vache Jersey est susceptible d'en posséder. Les meilleurs angles de cette image (les mains du Chinois, etc.) semblent avoir été prélevés par une cogitation inconsciente sur le dessin d'Utpatel pour The Star-Spawn de Derleth et Schorer (en) ». Le 9 septembre 1937, il écrit à Robert Barlow : « Question : pourquoi Brundage essaie-t-elle de faire ressembler toutes ses femmes à des nourrices ? C'est un complexe amusant, pour ne pas dire fatigant ».  

## Récompense
Margaret Brundage reçoit le Prix Hugo du meilleur Artiste professionnel de 1945, de manière rétroactive.

## Marché de l'art
Sur le marché de l'art, les œuvres de Margaret Brundage sont recherchées, particulièrement celle dont le sujet a fait sa renommée. Ainsi plusieurs œuvres utilisées comme couverture pour Weird Tales ont été vendues à un prix supérieur à 30 000 $.
En 2012, Abd Dhulma, Lord of Fire, couverture de W.T. de décembre 1933, est vendue 32 500 $. En 2013, The Six Sleepers, couverture de W.T. de octobre 1935, est vendue 19 375 $. En 2016, The Carnal God, couverture de W.T. de juin 1937, est vendue 47 150 $.